# Reabîna, Velîka Pîsarivka
Reabîna (în ucraineană Рябина) este localitatea de reședință a comunei Reabîna din raionul Velîka Pîsarivka, regiunea Sumî, Ucraina.

## Demografie
Componența lingvistică a localității Reabîna
     Ucraineană (93,23%)
     Rusă (6,08%)
     Alte limbi (0,06%)
Conform recensământului din 2001, majoritatea populației localității Reabîna era vorbitoare de ucraineană (93,23%), existând în minoritate și vorbitori de rusă (6,08%).